# Posunovač

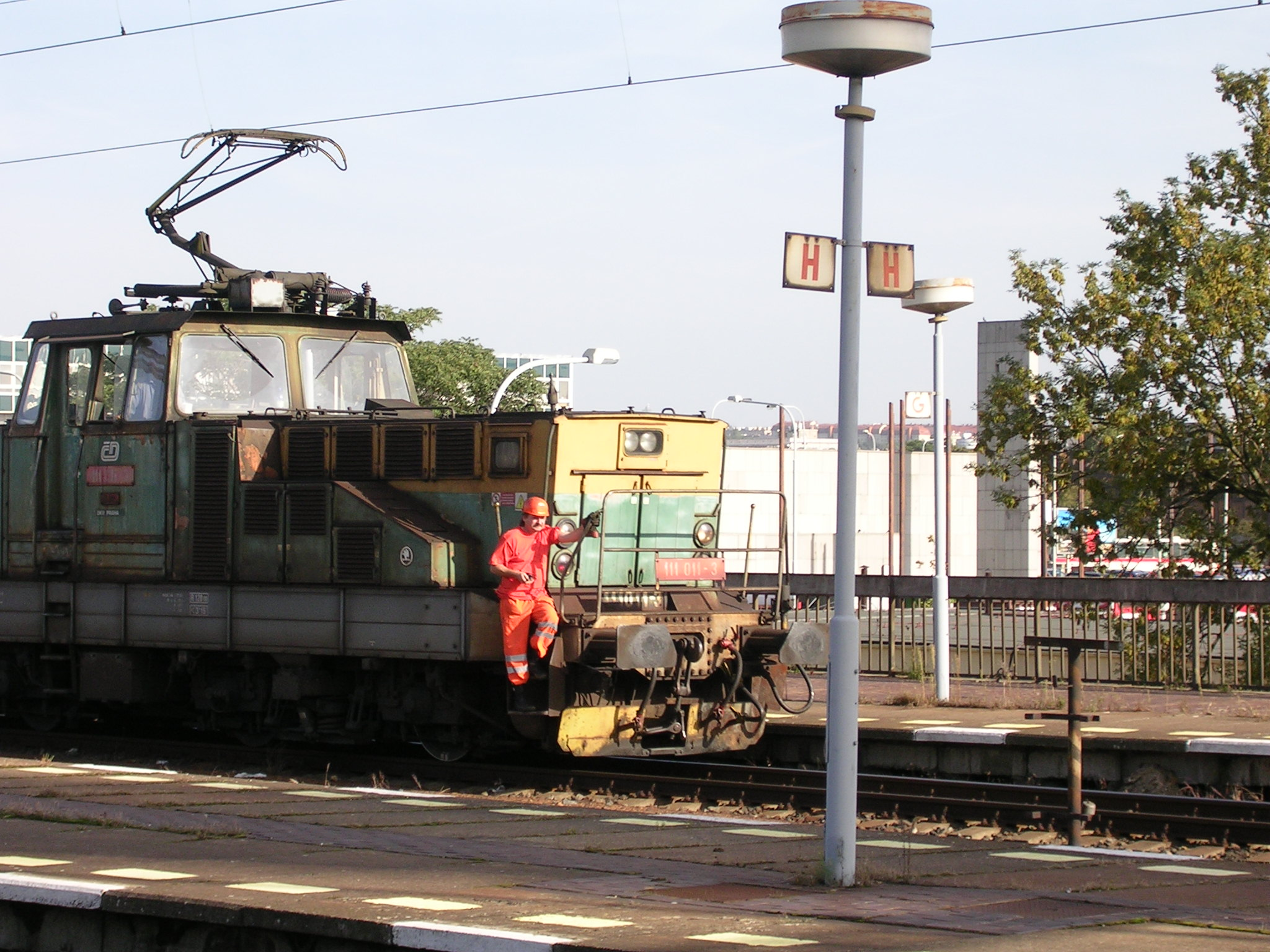
Posunovač na lokomotivě v Praze-Holešovicích

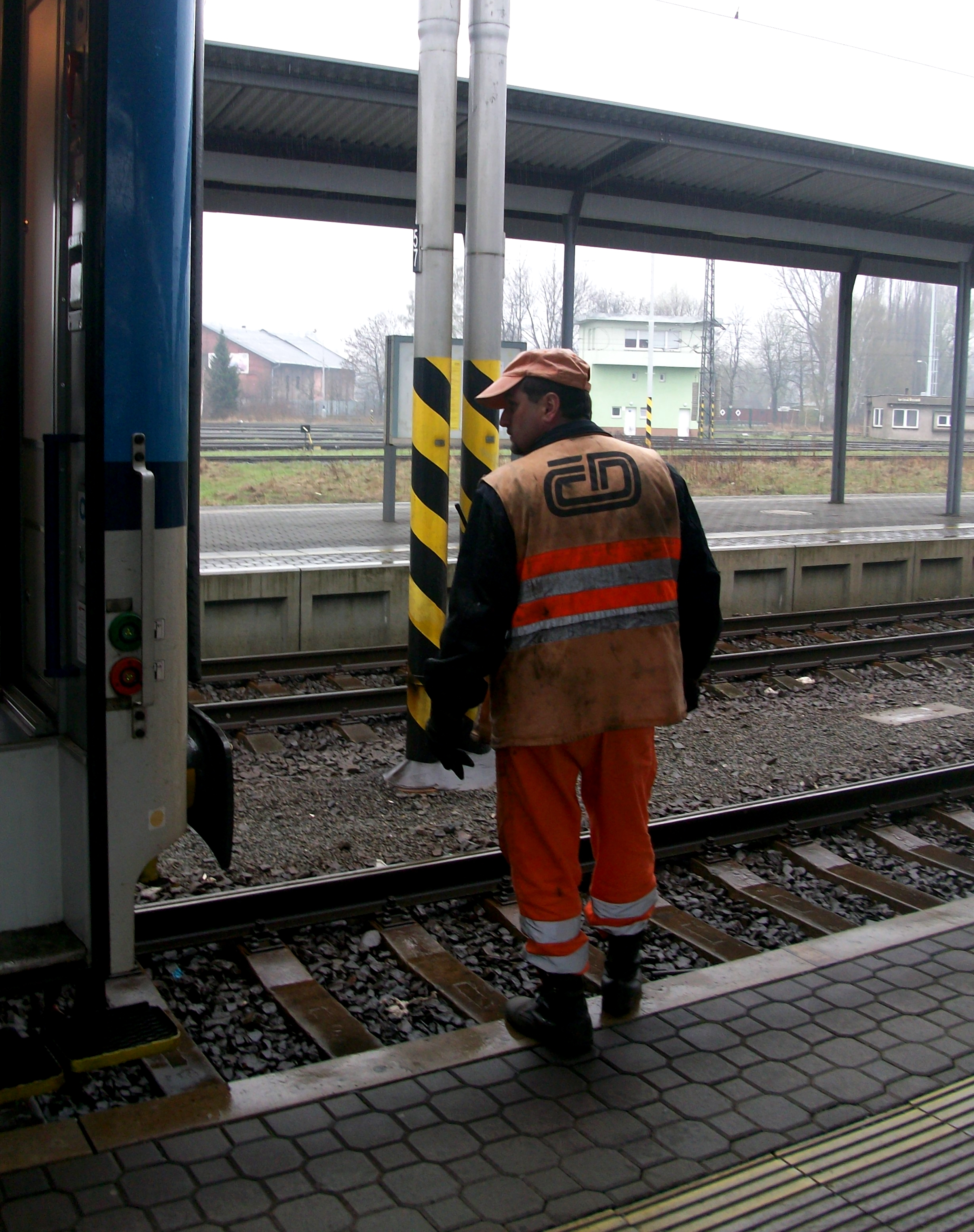
Posunovač v Bohumíně

Posunovač je kvalifikovaný pracovník přímo se podílející na provozování drážní dopravy. Vykonává posun kolejových vozidel v obvodu železniční stanice, železniční vlečky nebo v depu kolejových vozidel. Jeho nejbližším nadřízeným bývá vedoucí posunu.

## Pracovní náplň
Provádí posun kolejových vozidel nutný pro rozřazování a sestavování nákladních i osobních vlaků nebo přestavných jízd a pro přistavení a odtažení vozidel z míst nakládky a vykládky.
Při posunu kolejová vozidla svěšuje a rozvěšuje, obsluhuje jejích ruční brzdy, zadržuje odražená nebo spouštěná vozidla zarážkami a stojící vozidla zajišťuje předepsaným způsobem proti ujetí. Obsluhuje železniční vozy i manipulační zařízení a mechanizační prostředky k provádění jednoduchého posunu (např. lanový vrátek). Při posunu přestavuje ručně stavěné výhybky a výkolejky, odemyká a zamyká výměnové zámky.
Svou činnost při manipulaci s železničními vozy řídí podle pokynů nadřízeného pracovníka a podle výstražných optických nebo zvukových návěstí. Dále sám návěsti dává nebo v případě nutností opakuje návěstí druhých pro třetí osobu. Pro tuto činnost je mu přidělen červený praporek a píšťalka. Stále více se rozšiřuje vybavení posunovačů osobními radiostanicemi, kterými je spojen s dalšími pracovníky zúčastněnými na posunu.

## Požadované znalosti
Pro výkon profese posunovač se požaduje střední vzdělání s výučním listem, nejlépe v oboru železničář nebo v příbuzném oboru práce v dopravě. Důležitým předpokladem pro zdárný výkon této profese je obecná způsobilost vykonávat týmovou práci a uvědomovat si svou zodpovědnost.
Při své činnosti se řídí mimo příkazy nadřízených i specifickými drážními předpisy: „D1-Předpis pro používání návěsti …“, „D2-Předpis pro provozování a organizování dopravy …“, „D3-Předpis pro zjednodušené řízení dopravy…“, „Op16-Pravidla bezpečnosti a ochrany zdraví…“, „Provozními řády“ jednotlivých stanic nebo vleček atd. Znalosti z předpisů v rozsahu potřebném k výkonu své profese si opakuje na pravidelných školeních a bývá z nich i periodicky přezkušován.

## Zdravotní způsobilost
Práci posunovače může vykonávat pouze pracovník celkově zdravý. Svou práci vykonává ve venkovním hlučném prostředí nádraží bez ohledu na momentální počasí a ve směnném provozu. Při výkonu této profese je vystaven významné zátěži chladem.
Tuto práci nemohou vykonávat osoby které nesplňují podmínky dané Vyhláškou 101/1995 Sb. ze dne 27. 5. 1995 „Řád pro zdravotní a odbornou způsobilost…“ vydané Ministerstvem dopravy. Zjednodušeně řečeno, profesi posunovače nemůže vykonávat osoba s poruchou vidění, hlavně barvocitu a zorného pole, s poruchou sluchu, s onemocněním cév nebo nervů, páteře, horních i dolních končetin a se závažnou duševní poruchou.

## Rizikové faktory
Při výkonu profese posunovač dochází k několika silným rizikům, které vyúsťují mnohdy v závažná onemocnění nebo v úrazy s trvalými následky. V prvé řadě je to nadměrné zatěžování celého organizmu nepříznivým klimatem a hlavně chladem, které nelze dosti dobře vyloučit. Dále je to riziko těžkého zdravotního postižení při rozvěšování a svěšování šroubovek, kdy musí posunovač vstupovat mezi železniční vozidla do úzkého prostoru mezi nárazníky. Při této činností dochází k nejzávažnějším úrazům. Další nebezpečnou činností je zadržování rozpouštěných vozů zarážkami, kdy je potřebná plná koncentrace na vykonávanou práci. A třetím okruhem častých úrazu je nastupování a sestupování z železničních vozidel za deště a námrazy a dále pohyb po nerovném terénu kolejiště.

## Odměňování
V roce 2008 byla střední hodnota (medián) měsíční hrubé mzdy v České republice v profesi posunovač 22 100 Kč a pohybovala se v rozmezí od 19 900 do 25 400 Kč. Tato hodnota zahrnuje data z podnikatelské i nepodnikatelské sféry.